# ویان (اکلاهما)
ویان(به انگلیسی: Vian) شهری در ایالت اکلاهما کشور ایالات متحده آمریکا است که جمعیت آن در سرشماری سال ۲۰۱۰ میلادی، ۱٬۴۶۶ نفر بوده‌است.